# Johan Ernst van Saksen-Coburg
Johan Ernst van Saksen-Coburg (Coburg, 10 mei 1521 - aldaar, 8 februari 1553) was van 1541 tot 1553 de eerste zelfstandige hertog van Saksen-Coburg. Hij behoorde tot de Ernestijnse linie van het huis Wettin.

## Levensloop
Johan Ernst was de oudste zoon van keurvorst Johan de Standvastige van Saksen en diens tweede echtgenote Margaretha, dochter van vorst Waldemar VI van Anhalt-Köthen. Hij werd opgeleid door theoloog en reformator Georg Spalatin. Sinds 1528 stond hij onder de voogdij van zijn oudere halfbroer Johan Frederik I. Toen die vanaf 1532 keurvorst van Saksen was, nam Johan Ernst deel aan de regering van het keurvorstendom.
In 1541 kreeg Johan Ernst na de bemiddeling van vorst Wolfgang van Anhalt-Köthen de Frankische gebieden van het huis Wettin als eigen regeringsgebied toegewezen. Hij verwierf hierdoor de regering over de districten Coburg, Königsberg, Neustadt, Sonneberg, Neuhaus, Rodach, Hildburghausen, Heldburg, Eisfeld, Veilsdorf, Schalkau en Ummerstadt. Bovendien kreeg hij van zijn halfbroer een jaarlijks salaris. Nadat de vesting van Coburg onbewoonbaar bleek, begon Johan Ernst vanaf 1542 aan de bouw van het Slot Ehrenburg. Op 12 februari van dat jaar huwde hij in Torgau met Catharina (1524-1581), dochter van hertog Filips I van Brunswijk-Grubenhagen. Het huwelijk bleef kinderloos. Onder Johan Ernst werd in Steinheid begonnen met de goudmijnbouw.
In 1547 werd Johan Ernst niet betrokken bij de strafacties die keizer Karel V na de Slag bij Mühlberg tegen de Saksische keurvorsten doorvoerde. Hij kon ongehinderd verder regeren in Coburg, maar moest het district Köningsberg afstaan aan de keizer.
In februari 1553 stierf hij op 31-jarige leeftijd. Zijn gebieden werden geërfd door zijn halfbroer Johan Frederik I, die kort daarvoor uit keizerlijke gevangenschap was bevrijd.

## Voorouders
| Voorouders van Johan Ernst van Saksen-Coburg | Voorouders van Johan Ernst van Saksen-Coburg                                 | Voorouders van Johan Ernst van Saksen-Coburg                                 | Voorouders van Johan Ernst van Saksen-Coburg                                      | Voorouders van Johan Ernst van Saksen-Coburg                                      | Voorouders van Johan Ernst van Saksen-Coburg                                 | Voorouders van Johan Ernst van Saksen-Coburg                                 | Voorouders van Johan Ernst van Saksen-Coburg                                                  | Voorouders van Johan Ernst van Saksen-Coburg                                                  |
| -------------------------------------------- | ---------------------------------------------------------------------------- | ---------------------------------------------------------------------------- | --------------------------------------------------------------------------------- | --------------------------------------------------------------------------------- | ---------------------------------------------------------------------------- | ---------------------------------------------------------------------------- | --------------------------------------------------------------------------------------------- | --------------------------------------------------------------------------------------------- |
| Overgrootouders                              | Frederik II van Saksen (1412–1464) ∞ Margaretha van Oostenrijk (1416-1486)   | Frederik II van Saksen (1412–1464) ∞ Margaretha van Oostenrijk (1416-1486)   | Albrecht III van Beieren (1401-1460) ∞ Anna van Brunswijk-Grubenhagen (1415-1474) | Albrecht III van Beieren (1401-1460) ∞ Anna van Brunswijk-Grubenhagen (1415-1474) | George I van Anhalt (1390-1474) ∞ Sophia (-1451)                             | George I van Anhalt (1390-1474) ∞ Sophia (-1451)                             | Günther XXXVI van Schwarzburg (1439–1503) ∞ Margaretha van Henneberg-Schleusingen (1444-1485) | Günther XXXVI van Schwarzburg (1439–1503) ∞ Margaretha van Henneberg-Schleusingen (1444-1485) |
| Grootouders                                  | Ernst van Saksen (1431–1468) ∞ Elisabeth van Beieren (1443-1484)             | Ernst van Saksen (1431–1468) ∞ Elisabeth van Beieren (1443-1484)             | Ernst van Saksen (1431–1468) ∞ Elisabeth van Beieren (1443-1484)                  | Ernst van Saksen (1431–1468) ∞ Elisabeth van Beieren (1443-1484)                  | Waldemar VI van Anhalt (1450-1508) ∞ Margaretha van Schwarzburg (1464-1539)  | Waldemar VI van Anhalt (1450-1508) ∞ Margaretha van Schwarzburg (1464-1539)  | Waldemar VI van Anhalt (1450-1508) ∞ Margaretha van Schwarzburg (1464-1539)                   | Waldemar VI van Anhalt (1450-1508) ∞ Margaretha van Schwarzburg (1464-1539)                   |
| Ouders                                       | Johan de Standvastige (1468–1532) ∞ Margaretha van Anhalt-Köthen (1494-1521) | Johan de Standvastige (1468–1532) ∞ Margaretha van Anhalt-Köthen (1494-1521) | Johan de Standvastige (1468–1532) ∞ Margaretha van Anhalt-Köthen (1494-1521)      | Johan de Standvastige (1468–1532) ∞ Margaretha van Anhalt-Köthen (1494-1521)      | Johan de Standvastige (1468–1532) ∞ Margaretha van Anhalt-Köthen (1494-1521) | Johan de Standvastige (1468–1532) ∞ Margaretha van Anhalt-Köthen (1494-1521) | Johan de Standvastige (1468–1532) ∞ Margaretha van Anhalt-Köthen (1494-1521)                  | Johan de Standvastige (1468–1532) ∞ Margaretha van Anhalt-Köthen (1494-1521)                  |
| Johan Ernst van Saksen-Coburg (1521–1553)    |                                                                              |                                                                              |                                                                                   |                                                                                   |                                                                              |                                                                              |                                                                                               |                                                                                               |